# Visière solidaire
Visière solidaire est un mouvement social français pour la production de visières dans le contexte de la pandémie de COVID-19. L'équipement est produit par des imprimantes 3D et livré bénévolement à des institutions de santé et pharmacies. Le mouvement regroupe surtout des makers, mais aussi d'autres volontaires, chargés par exemple de la coordination et la distribution des visières.

## Contexte
Visière solidaire se forme lors d'une mobilisation de volontaires dans le cadre du manque de masques homologués en France dans le contexte de la pandémie de COVID-19. Des laboratoires scientifiques se sont aussi convertis en local de production de visières pour soignants.

## Précaution
Les visières imprimées ne remplacent pas les masques. Ce sont une protection en plus pour les travailleurs de la santé. L'équipement ne répond encore à aucune norme ou certification précise.

## Impact
Lors d'un interview, Anthony Seddiki, l'un des fabricants responsables du mouvement, a dit que 100 000 visières avaient été distribuées jusqu'au 8 avril 2020.
Visière solidaire est considérée comme « l’une des plus grosses chaînes de solidarité destinée à fabriquer du matériel de protection contre le Covid-19 ».